# Селезни (Тонкинский район)
Селезни — опустевшая деревня в Тонкинском районе Нижегородской области. Входит в сельское поселение  Вязовский сельсовет.

## География
Находится на расстоянии примерно 15 километра по прямой на восток от районного центра поселка Тонкино.

## История
Известна с 1891 года, когда в ней было учтено дворов 12 и жителей 106, в 1905 году 22 и 139 соответственно. В 1926 было учтено дворов 27 и жителей 162. 

## Население
Постоянное население  составляло 5 человека (русские 40%, мари 60%) в 2002 году, 0 в 2010 .